# Zgrada, Tomislavov trg 1 (Samobor)
Zgrada na Tomislavovom trgu 1, građevina u mjestu i gradu Samobor, zaštićeno kulturno dobro.

## Opis
Stambeno - poslovna uglovnica nalazi se na Trgu kralja Tomislava 1 u središtu Samobora. Tlocrtno je u obliku slova U te definira istočni ugao Stražničke ulice i glavnog trga. To je jednokatna građevina sagrađena u kasnobaroknim stilskim oblicima u drugoj polovici 18. stoljeća. U prizemlju glavnog krila prema Trgu nalazile su se trgovine, a kat je imao stambenu funkciju. Za razliku od prostranog prizemlja svođenog bačvastim i križnim svodom, kat je organiziran linijski s nizom soba u koje se pristupa iz hodnika te koje imaju imaju drvene grednike ožbukanog podgleda. Recentno je adaptirana za potrebe kavane “Livadić” u prizemlju te hotela na katu. Pripada najstarijem građevnom sloju Trga.

## Zaštita
Pod oznakom 4737 zaveden je kao nepokretno kulturno dobro - pojedinačno, pravna statusa zaštićena kulturnog dobra, klasificirano kao "profana graditeljska baština".